# Адміністративний устрій Володимирецького району
Адміністративний устрій Володимирецького району — адміністративно-територіальний поділ Володимирецького району Рівненської області на 2 селищні та 29 сільських рад, які об'єднують 67 населених пунктів та підпорядковані Володимирецькій районній раді. Адміністративний центр — смт Володимирець.

## Сучасний адміністративний устрій
| №  | Назва                           | Центр               | Населені пункти                                            | Площа км² | Місце за площею | Населення (2001), чол. | Місце за населенням | Розташування |
| -- | ------------------------------- | ------------------- | ---------------------------------------------------------- | --------- | --------------- | ---------------------- | ------------------- | ------------ |
| 1  | Вараська міська громада         | м. Вараш            | с. Заболоття                                               |           |                 |                        |                     |              |
| 2  | Володимирецька селищна рада     | смт Володимирець    | смт Володимирець                                           |           |                 |                        |                     |              |
| 3  | Рафалівська селищна рада        | смт Рафалівка       | смт Рафалівка                                              |           |                 | 3341                   |                     |              |
| 4  | Антонівська сільська рада       | с. Антонівка        | с. Антонівка с. Чаква                                      |           |                 |                        |                     |              |
| 5  | Балаховицька сільська рада      | c. Балаховичі       | c. Балаховичі с. Маюничі с. Острів                         |           |                 |                        |                     |              |
| 6  | Берестівська сільська рада      | c. Берестівка       | c. Берестівка с. Острівці                                  |           |                 |                        |                     |              |
| 7  | Біленська сільська рада         | c. Біле             | c. Біле с. Малі Телковичі с. Новосілки                     |           |                 |                        |                     |              |
| 8  | Більськовільська сільська рада  | c. Більська Воля    | с. Березина c. Більська Воля с. Кругле с. Рудка            |           |                 |                        |                     |              |
| 9  | Великожолудська сільська рада   | c. Великий Жолудськ | c. Великий Жолудськ с. Малий Жолудськ с. Мостище с. Чучеве |           |                 |                        |                     |              |
| 10 | Великотелковицька сільська рада | c. Великі Телковичі | с. Бишляк c. Великі Телковичі                              |           |                 |                        |                     |              |
| 11 | Великоцепцевицька сільська рада | c. Великі Цепцевичі | c. Великі Цепцевичі с. Нетреба                             |           |                 |                        |                     |              |
| 12 | Воронківська сільська рада      | c. Воронки          | c. Воронки с. Луко                                         |           |                 |                        |                     |              |
| 13 | Городецька сільська рада        | c. Городець         | с. Велихів c. Городець с. Сварині                          |           |                 |                        |                     |              |
| 14 | Довговільська сільська рада     | c. Довговоля        | c. Довговоля                                               |           |                 | 1871                   |                     |              |
| 15 | Жовкинівська сільська рада      | c. Жовкині          | c. Жовкині                                                 |           |                 | 905                    |                     |              |
| 16 | Каноницька сільська рада        | c. Каноничі         | c. Каноничі с. Дубівка                                     |           |                 |                        |                     |              |
| 17 | Кідрівська сільська рада        | c. Кідри            | c. Кідри                                                   |           |                 | 2100                   |                     |              |
| 18 | Красносільська сільська рада    | c. Красносілля      | с. Зелене c. Красносілля с. Липне                          |           |                 |                        |                     |              |
| 19 | Лозківська сільська рада        | c. Лозки            | с. Кошмаки с. Лозки с. Суховоля                            |           |                 |                        |                     |              |
| 20 | Любахівська сільська рада       | c. Любахи           | с. Любахи с. Чудля                                         |           |                 |                        |                     |              |
| 21 | Мульчицька сільська рада        | c. Мульчиці         | с. Журавлине с. Кримне с. Мульчиці с. Уріччя               |           |                 |                        |                     |              |
| 22 | Новаківська сільська рада       | c. Новаки           | с. Новаки                                                  |           |                 | 623                    |                     |              |
| 23 | Озерецька сільська рада         | c. Озерці           | с. Городок с. Озерці                                       |           |                 |                        |                     |              |
| 24 | Озерська сільська рада          | c. Озеро            | с. Озеро                                                   |           |                 | 1564                   |                     |              |
| 25 | Полицька сільська рада          | c. Полиці           | с. Веретено с. Іванчі с. Полиці с. Сошники                 |           |                 |                        |                     |              |
| 26 | Половлівська сільська рада      | c. Половлі          | с. Зелениця с. Половлі                                     |           |                 |                        |                     |              |
| 27 | Ромейківська сільська рада      | c. Ромейки          | с. Ромейки                                                 |           |                 | 1087                   |                     |              |
| 28 | Собіщицька сільська рада        | c. Собіщиці         | с. Собіщиці                                                |           |                 | 835                    |                     |              |
| 29 | Сопачівська сільська рада       | c. Сопачів          | с. Діброва с. Сопачів с. Щоків                             |           |                 |                        |                     |              |
| 30 | Старорафалівська сільська рада  | c. Стара Рафалівка  | с. Бабка с. Стара Рафалівка                                |           |                 | 723                    |                     |              |
| 31 | Степангородська сільська рада   | c. Степангород      | с. Степангород                                             |           |                 | 1920                   |                     |              |
| 32 | Хиноцька сільська рада          | c. Хиночі           | с. Радижеве с. Хиночі                                      |           |                 | 1348                   |                     |              |

* Примітки: м. — місто, с-ще — селище, смт — селище міського типу, с. — село

- Курсивом зазначено громаду, котра розміщується в декількох адміністративних одиницях

## Список рад району, котрі існували до початку реформи (2015 рік)
| № | Назва                        | Центр        | Населені пункти | Площа км² | Місце за площею | Населення (2001), чол. | Місце за населенням | Розташування |
| - | ---------------------------- | ------------ | --------------- | --------- | --------------- | ---------------------- | ------------------- | ------------ |
| 1 | Заболоттівська сільська рада | c. Заболоття | c. Заболоття    |           |                 | 1126                   |                     |              |